# Negació de l'Holocaust

Bandera del Tercer Reich

La Negació de l'Holocaust és l'afirmació que l'extermini dels jueus comès pels nazis del Tercer Reich, durant la Segona Guerra Mundial, no va tenir lloc.
Elements clau d'aquesta propaganda pseudocientífica i antisemita són la negació de qualsevol d'aquests fets:
- El govern nazi tenia elaborat un pla d'extermini dels jueus
- Més de cinc milions de jueus[1] foren sistemàticament assassinats pels nazis i els seus còmplices
- El genocidi va ser dut a terme mitjançant mètodes d'assassinat massiu com ara les cambres de gas.[4][5]

Els negacionistes no accepten pas el terme "negació" com a descripció dels seus punts de vista, sinó que acostumen a fer-se dir revisionistes. Els estudiosos fan servir el terme "negacionista" per diferenciar els negadors de l'Holocaust dels historiadors revisionistes que usen una metodologia científica.
Sovint els negacionistes afirmen, implícitament o bé d'una manera oberta, que l'Holocaust és un frau creat deliberadament per afavorir els interessos dels jueus en detriment dels d'altres pobles. Per aquesta raó, s'acostuma a considerar el negacionisme una teoria de la conspiració antisemita 
Principis que defensen els negacionistes o revisionistes:
1· AUSCHWITZ NO ERA UN LLOC D’EXTERMINI.
Uns dels principals arguments que proposen és que Auschwitz no era un lloc d’extermini dirigit pels nazis a Polònia i que tot és un muntatge.
2· LA DOCUMENTACIÓ HA ESTAT FALSIFICADA.
Afirmen que la documentació va ser falsificada quan va acabar la Segona Guerra Mundial per persones que feien feina per la comunitat jueva mundial.
3· MOLTS JUEUS NO VAREN MORIR, VAREN PARTIR.
Una altra postura que defensen és que molts dels jueus en realitat varen sobreviure a la guerra. Diuen que varen partir cap a la unió soviètica o als Estats Units, i com que en aquests països ja hi havia molts jueus no varen notar un parell de milions més.
4· LES CONFESSIONS NO SÓN VÀLIDES
Asseguren que les confessions que varen fer els nazis varen ser beix pressió i que, per tant, no són vàlides.